# Josip Frank
Josip Frank, né le 16 avril 1844 à Osijek, mort le 17 décembre 1911 à Zagreb, est un avocat et homme politique croate d'origine juive converti au catholicisme.

## Biographie
Devenu chef d'un parti dissident radical et indépendantiste, crée en 1895, le Parti pur croate du droit (Hrvatska Čista Stranka Prava, HCSP) qui avant s'appelait le Parti croate du droit (Hrvatska Stranka Prava, HSP) crée en 1861, celui-ci projette la création d'une milice armée, la Légion nationale. Il réclame l'autonomie de la Croatie (dépendant à l'époque du royaume de Hongrie au sein de la monarchie austro-hongroise) et affiche des sentiments anti-hongrois. Il tente de s'appuyer sur Vienne pour parvenir à ses fins. Mais ce rapprochement avec l'Autriche, ses racines juives et sa haine des Serbes provoquent une scission d'un groupe dirigé par Mile Stračević, neveu d'Ante Starčević et fondateur du Parti du droit Stračević (Stračevićeva Stranka Pava, SSP), de tendance yogoslaviste. 

## Postérité
La mort de Josip Frank en 1911 permet la réunification de HCSP dont l'influence reste cependant négligeable à la veille de la Première Guerre mondiale. En 1918, le parti est réduit à l'état de petit groupe dirigé par Vladimir Prebeg (1862-1944) et l'avocat Ante Pavelić (1889-1959), qui occupent les fonctions perspectives de président et de secrétaire. Influencé par le nationalisme intransigeant de Josip Frank, le HSCP qui redevient le Parti croate du droit (Hrvatska Stranka Prava, HSP) prône désormais l'indépendantisme.